# Campeonato Europeo de Baloncesto Masculino de 1983
La edición XXIII del Campeonato Europeo de Baloncesto se celebró en Francia del 26 de mayo al 4 de junio de 1983. El torneo se disputó en 3 sedes: Nantes, Limoges y Caen y contó con la participación de 12 selecciones nacionales.
La medalla de oro fue para la selección de Italia, que se impuso en la final disputada en Nantes a España por 105 a 96. La medalla de bronce fue para la selección de la Unión Soviética.

## Sedes
| Imagen | Ciudad  | Estadio                        | Capacidad | Estatus            | Rondas        |
| ------ | ------- | ------------------------------ | --------- | ------------------ | ------------- |
|        | Caen    | Palais des Sports de Caen      | 2,590     | Inaugurado en 1968 | Grupo B       |
|        | Limoges | Palais des Sports de Beaublanc | 6,500     | Inaugurado en 1981 | Grupo A       |
|        | Nantes  | Palais des Sports de Beaulieu  | 5,500     | Inaugurado en 1973 | Emilinatorias |

## Grupos
Los doce equipos participantes fueron divididos en dos grupos de la forma siguiente:
| Grupo A    | Grupo B          |
| ---------- | ---------------- |
| España     | Alemania Federal |
| Francia    | Israel           |
| Grecia     | Países Bajos     |
| Italia     | Polonia          |
| Suecia     | Checoslovaquia   |
| Yugoslavia | Unión Soviética  |

## Primera fase

### Grupo A
| Equipo     | J | G | P | T+  | T-  | DT  | PTS |
| ---------- | - | - | - | --- | --- | --- | --- |
| Italia     | 5 | 5 | 0 | 468 | 387 | +81 | 10  |
| España     | 5 | 4 | 1 | 421 | 393 | +28 | 9   |
| Yugoslavia | 5 | 3 | 2 | 426 | 418 | +8  | 8   |
| Francia    | 5 | 2 | 3 | 399 | 408 | -9  | 7   |
| Grecia     | 5 | 1 | 4 | 384 | 430 | -46 | 6   |
| Suecia     | 5 | 0 | 5 | 371 | 433 | -62 | 5   |

| Fecha    | Partido    | Partido | Partido    | Resultado |
| -------- | ---------- | ------- | ---------- | --------- |
| 26.05.83 | Suecia     | -       | Grecia     | 66-69     |
| 26.05.83 | Italia     | -       | España     | 75-74     |
| 26.05.83 | Francia    | -       | Yugoslavia | 76-80     |
| 27.05.83 | Suecia     | -       | Italia     | 74-89     |
| 27.05.83 | Francia    | -       | Grecia     | 79-77     |
| 27.05.83 | Yugoslavia | -       | España     | 90-91     |
| 28.05.83 | Grecia     | -       | Italia     | 83-108    |
| 28.05.83 | Yugoslavia | -       | Suecia     | 103-84    |
| 28.05.83 | Francia    | -       | España     | 73-75     |
| 29.05.83 | Yugoslavia | -       | Grecia     | 77-76     |
| 29.05.83 | Francia    | -       | Italia     | 80-105    |
| 29.05.83 | España     | -       | Suecia     | 81-76     |
| 30.05.83 | Francia    | -       | Suecia     | 91-71     |
| 30.05.83 | Italia     | -       | Yugoslavia | 91-76     |
| 30.05.83 | España     | -       | Grecia     | 100-79    |

### Grupo B
| Equipo              | J | G | P | T+  | T-  | DT   | PTS |
| ------------------- | - | - | - | --- | --- | ---- | --- |
| Unión Soviética     | 5 | 5 | 0 | 482 | 375 | +107 | 10  |
| Países Bajos        | 5 | 3 | 2 | 356 | 403 | -47  | 8   |
| Alemania Occidental | 5 | 3 | 2 | 384 | 395 | -11  | 8   |
| Israel              | 5 | 2 | 3 | 386 | 398 | -12  | 7   |
| Polonia             | 5 | 1 | 4 | 357 | 382 | -25  | 6   |
| Checoslovaquia      | 5 | 1 | 4 | 405 | 417 | -12  | 6   |

| Fecha    | Partido             | Partido | Partido             | Resultado |
| -------- | ------------------- | ------- | ------------------- | --------- |
| 26.05.83 | Israel              | -       | Países Bajos        | 72-78     |
| 26.05.83 | Checoslovaquia      | -       | Alemania Occidental | 74-86     |
| 26.05.83 | Unión Soviética     | -       | Polonia             | 88-76     |
| 27.05.83 | Alemania Occidental | -       | Países Bajos        | 67-79     |
| 27.05.83 | Checoslovaquia      | -       | Polonia             | 72-75     |
| 27.05.83 | Unión Soviética     | -       | Israel              | 92-87     |
| 28.05.83 | Polonia             | -       | Israel              | 62-64     |
| 28.05.83 | Unión Soviética     | -       | Francia             | 90-69     |
| 28.05.83 | Checoslovaquia      | -       | Países Bajos        | 90-63     |
| 29.05.83 | Alemania Occidental | -       | Polonia             | 85-82     |
| 29.05.83 | Unión Soviética     | -       | Países Bajos        | 112-63    |
| 29.05.83 | Checoslovaquia      | -       | Israel              | 89-93     |
| 30.05.83 | Países Bajos        | -       | Polonia             | 73-62     |
| 30.05.83 | Checoslovaquia      | -       | Unión Soviética     | 80-100    |
| 30.05.83 | Alemania Occidental | -       | Israel              | 77-70     |

## Fase final

### Puestos del 9 al 12
|  | Puestos del 9 al 12 | Puestos del 9 al 12 |    |        | Puesto 9       | Puesto 9 |  |
|  |                     |                     |    |        |                |          |  |
|  |                     |                     |    |        |                |          |  |
|  |                     |                     |    |        |                |          |  |
|  | Grecia              | 85                  |    |        |                |          |  |
|  | Checoslovaquia      | 88                  |    |        |                |          |  |
|  |                     |                     |    |        |                |          |  |
|  |                     |                     |    |        |                |          |  |
|  |                     |                     |    |        | Checoslovaquia | 73       |  |
|  |                     | Polonia             | 77 |        |                |          |  |
|  |                     |                     |    |        |                |          |  |
|  |                     |                     |    |        |                |          |  |
|  |                     |                     |    |        | Puesto 11      |          |  |
|  |                     |                     |    |        |                |          |  |
|  | Polonia             | 82                  |    | Grecia | 102            |          |  |
|  | Suecia              | 70                  |    |        | Suecia         | 97       |  |

### Puestos del 5 al 8
|  | Puestos del 5 al 8  | Puestos del 5 al 8 |    |            | Puesto 5            | Puesto 5 |  |
|  |                     |                    |    |            |                     |          |  |
|  |                     |                    |    |            |                     |          |  |
|  |                     |                    |    |            |                     |          |  |
|  | Yugoslavia          | 88                 |    |            |                     |          |  |
|  | Israel              | 99                 |    |            |                     |          |  |
|  |                     |                    |    |            |                     |          |  |
|  |                     |                    |    |            |                     |          |  |
|  |                     |                    |    |            | Israel              | 88       |  |
|  |                     | Francia            | 92 |            |                     |          |  |
|  |                     |                    |    |            |                     |          |  |
|  |                     |                    |    |            |                     |          |  |
|  |                     |                    |    |            | Puesto 7            |          |  |
|  |                     |                    |    |            |                     |          |  |
|  | Alemania Occidental | 82                 |    | Yugoslavia | 104                 |          |  |
|  | Francia             | 90                 |    |            | Alemania Occidental | 88       |  |

### Puestos del 1 al 4
|  | Semifinales     | Semifinales |     |                 | Final                  | Final |  |
|  |                 |             |     |                 |                        |       |  |
|  |                 |             |     |                 |                        |       |  |
|  |                 |             |     |                 |                        |       |  |
|  | Unión Soviética | 94          |     |                 |                        |       |  |
|  | España          | 95          |     |                 |                        |       |  |
|  |                 |             |     |                 |                        |       |  |
|  |                 |             |     |                 |                        |       |  |
|  |                 |             |     |                 | España                 | 96    |  |
|  |                 | Italia      | 105 |                 |                        |       |  |
|  |                 |             |     |                 |                        |       |  |
|  |                 |             |     |                 |                        |       |  |
|  |                 |             |     |                 | Tercer y cuarto puesto |       |  |
|  |                 |             |     |                 |                        |       |  |
|  | Italia          | 88          |     | Unión Soviética | 105                    |       |  |
|  | Países Bajos    | 69          |     |                 | Países Bajos           | 70    |  |

### Puestos del 9º al 12º
| Fecha    | Partido | Partido | Partido        | Resultado |
| -------- | ------- | ------- | -------------- | --------- |
| 01.06.83 | Grecia  | -       | Checoslovaquia | 85-88     |
| 02.06.83 | Polonia | -       | Suecia         | 82-70     |

### Puestos del 5º al 8º
| Fecha    | Partido             | Partido | Partido | Resultado |
| -------- | ------------------- | ------- | ------- | --------- |
| 01.06.83 | Yugoslavia          | -       | Israel  | 88-99     |
| 02.06.83 | Alemania Occidental | -       | Francia | 82-90     |

### Semifinales
| Fecha    | Partido         | Partido | Partido      | Resultado |
| -------- | --------------- | ------- | ------------ | --------- |
| 01.06.83 | Unión Soviética | -       | España       | 94-95     |
| 02.06.83 | Italia          | -       | Países Bajos | 88-69     |

### Undécimo puesto
| Fecha    | Partido | Partido | Partido | Resultado |
| -------- | ------- | ------- | ------- | --------- |
| 03.06.83 | Grecia  | -       | Suecia  | 102-97    |

### Noveno puesto
| Fecha    | Partido        | Partido | Partido | Resultado |
| -------- | -------------- | ------- | ------- | --------- |
| 04.06.83 | Checoslovaquia | -       | Polonia | 73-77     |

### Séptimo puesto
| Fecha    | Partido    | Partido | Partido             | Resultado |
| -------- | ---------- | ------- | ------------------- | --------- |
| 03.06.83 | Yugoslavia | -       | Alemania Occidental | 104-88    |

### Quinto puesto
| Fecha    | Partido | Partido | Partido | Resultado |
| -------- | ------- | ------- | ------- | --------- |
| 04.06.83 | Israel  | -       | Francia | 88-92     |

### Tercer puesto
| Fecha    | Partido         | Partido | Partido      | Resultado |
| -------- | --------------- | ------- | ------------ | --------- |
| 03.06.83 | Unión Soviética | -       | Países Bajos | 105-70    |

### Final
| Fecha    | Partido | Partido | Partido | Resultado |
| -------- | ------- | ------- | ------- | --------- |
| 04.06.83 | España  | -       | Italia  | 96-105    |

## Medallero
|        |        |                 |
| Italia | España | Unión Soviética |

## Clasificación final
| 1. - Italia           |
| 2. - España           |
| 3. - Unión Soviética  |
| 4. - Países Bajos     |
| 5. - Francia          |
| 6. - Israel           |
| 7. - Yugoslavia       |
| 8. - Alemania Federal |
| 9. - Polonia          |
| 10. - Checoslovaquia  |
| 11. - Grecia          |
| 12. - Suecia          |

## Plantilla de los 4 primeros clasificados
1.Italia: Dino Meneghin, Pierluigi Marzorati, Antonello Riva, Roberto Brunamonti, Renato Villalta, Marco Bonamico, Enrico Gilardi, Romeo Sacchetti, Ario Costa, Alberto Tonut, Renzo Vecchiato, Carlo Caglieris (Entrenador: Sandro Gamba)
2.España: Juan Antonio San Epifanio, Juan Antonio Corbalán, Fernando Martín, Chicho Sibilio, Nacho Solozábal, Joan Creus, Juan Domingo de la Cruz, Juan Manuel López Iturriaga, Fernando Romay, Josep María Margall, Andrés Jiménez, Fernando Arcega (Entrenador: Antonio Díaz Miguel)
3.Unión Soviética: Valdis Valters, Anatoly Myshkin, Arvydas Sabonis, Aleksander Belostenny, Valdemaras Chomicius, Sergejus Jovaisa, Stanislav Eremin, Sergei Tarakanov, Nikolai Derugin, Heino Enden, Andrei Lopatov, Viktor Pankrashkin (Entrenador: Alexander Gomelsky)
4.Holanda: Dan Cramer, Al Faber, Rene Ridderhof, Ronald Schilp, Randy Wiel, Mitchell Plaat, Jelle Esveldt, Jos Kuipers, Cock van de Lagemaat, Henk Pieterse, Roland van den Bergh, Rob van Essen (Entrenador: Vladimir Heger)

## Trofeos individuales

### Máximos anotadores
1. Nikos Galis 33.5
2. Mickey Berkowitz 23.8
3. Stanislav Kropilak 21.3
4. Ratko Radovanovic 21.3
5. Juan Antonio San Epifanio 20.0